# Yuki Saito
Yuki Saito (斉藤由貴 Saito Yuki, Nació el 10 de septiembre de 1966 en minami-ku,Yokohama prefectura de kanagawa, Japón.) Es una actriz, cantante, escritora , ensayista y poeta japonesa. Al haber contraído nupcias, su nombre actual es Yuki Isarai (小井由貴, Isarai Yuki), sin embargo ella sigue trabajando como Yuki Saito. Asistió a la escuela secundaria Shimizugaoka,(ahora conocida como escuela secundaria Seiryo Sogolo), localizada en Kanagawa.Su padre es dueño de una extensa y muy respetada tienda de obi, y su hermano es el actor Riuji Saito.
Ella es muy conocida en Japón por ser miembro de La Iglesia de Jesucristo de los Santos de los Últimos Días, debido a su fe ella se negaba a trabajar los días domingo. También durante el rodaje de la película "Koisuru Onnatachi" de 1986 Saito utilizó un cigarro falso, ya que según sus creencias se prohíbe el uso del tabaco (fumar).